# Gajrowskie
Gajrowskie est un village polonais de la voïvodie de Varmie-Mazurie, dans le powiat de Giżycko.

## Histoire
Jusqu'en 1945, Friedrichsheyde fait partie de l'arrondissement d'Oletzko (de 1933 à 1945 : arrondissement de Treuburg) dans le district de Gumbinnen de la province prussienne de Prusse-Orientale.